# Yanesha (taal)
Het Yanesha, Amuesha of Amoesha is de taal die wordt gesproken door de Yanesha, een in het centrale en oostelijke Pasco-gebied levende Indianenstam.

## Woordenschat enfonologie
Door de eeuwenlange invloed en overheersing van de Inca's bevat het kernlexicon van het Yanesha veel leenwoorden uit het Quechua. Ook had de taal vroeger een systeem van vier klinkers. Nu zijn dit er nog drie, net als in de aanverwante Arawaktalen.
Het Yanesha kent 22 fonematische consonanten en 9 fonematische klinkers. De medeklinkers kennen minder allofonie dan de klinkers. De affricaten en /tʲ/ worden geaspireerd uitgesproken, en [ŋ] is een allofoon van /n/ voor /k/:
|             |                 | Bilabiaal | Bilabiaal | Alveolaar | Retroflex | Palataal | Velaar  |
| plain       | gepalataliseerd |           |           | Alveolaar | Retroflex | Palataal | Velaar  |
| ----------- | --------------- | --------- | --------- | --------- | --------- | -------- | ------- |
| Nasaal      | Nasaal          | [m]       | [mʲ]      | [n]       |           | [nʲ]     | [(ŋ)] 2 |
| Plosief     | Plosief         | [p]       | [pʲ]      | [t]       |           | [tʲ]1    | [k]     |
| Affricaat1  | Affricaat1      |           |           | [ts]      | [tʂ]      | [tʃ]     |         |
| Fricatief   | stemloos        |           |           | [s]       |           | [ʃ]      | [x]     |
| Fricatief   | stemhebbend     | [β]       |           |           | [ʐ]       |          | [ɣ]     |
| Flap        | Flap            |           |           | [ɾ]       |           |          |         |
| approximant | centraal        |           |           |           |           | [j]      | [w]     |
| approximant | lateraal        |           |           |           |           | [lʲ]     |         |

Net als onder andere het Russisch, Iers en Marshallees maakt ook het Yanesha een fonematisch onderscheid tussen gepalataliseerde en niet-gepalataliseerde medeklinkers (alleen de klanken /lʲ/ en /tʲ/ kennen geen niet-palatale tegenhanger als apart foneem):
- /aˈnaxpʲ/? ("hij antwoordde hem") vs. /aˈnaxp/? ("hij antwoordde")
- /eˈʃota netsoˈʐamʲo/? ("ging mijn zaag binnen") vs. /eˈʃota neˈnamo/? ("ging mijn mond binnen")
- /nʲa/? ("hij") vs. /na/? ("ik")

Daarnaast kent het Yanesha - net als bijvoorbeeld het Nederlands - zowel eindklankverscherping als regressieve assimilatie, waardoor stemhebbende medeklinkers stemloos worden, bijvoorbeeld /ˈaʐpa/ ("hier is het") → [ˈaʂpa]. Ook de stemhebbende approximanten /w/ and /j/ worden stemloos voor stemloze plosieven: /wawˈteːna/ ("blaft") en /nejˈtaʐ/ ("mijn deur"); /j/ is ook stemloos voor affricaten en aan het einde van een woord: /aˈwej/ ("laten we gaan").
Evenzo worden de plosieven /p/, [t/] en /k/ geaspireerd aan het einde van woorden /eˈlʲap/ ("geweer") → [eˈlʲapʰ]; voor een andere plosief of een affricaat wordt een plosief al dan niet geaspireerd zodat /eːtˈkelʲ/ ("een vis") klinkt als [eetʰkelʲ] of [eetkelʲ]. De velare fricatief /x/ wordt voor een andere medeklinker gedebuccaliseerd tot [h].

#### Klinkers
Het Yanesha kent drie basisklinkers: /a/, /e/, and /o/. Deze kunnen elk kort, lang of geglottaliseerd worden uitgesproken. Het onderscheid is fonematisch:
- /e/ wordt na een bilabiale medeklinker uitgesproken als [ɪ]. Voor de rest zijn [e] en [ɪ] vrije allofonen, waardoor bijvoorbeeld /nexˈse/ ("mijn broer") kan klinken als [nehˈse] of [nehˈsɪ].
- /eː/ is de lange tegenhanger van /e/. Na /k/ wordt deze klinker een gecentraliseerde tweeklank, waardoor /keː/ ("soort grote papegaai") ongeveer klinkt als [ke̠e]?.

De laryngale /eˀ/ ondergaat dezelfde veranderingen als de korte /e/, maar wordt meer gesloten uitgesproken na /p/, bijvoorbeeld /peˀˈʃeːʐ/ ("parkiet") → [piˀˈʃeeʂ].
De korte /a/ wordt open en centraal gearticuleerd, meestal als een niet-ronde klinker ([ä]). Voor /k/ zijn deze klinker en [ɘ] vrije allofonen, waardoor /naˈnakʰ/ ("overdadig") klinkt als [naˈnakʰ] of [nanˈəkʰ]. De lange /aː/ kan niet als [ɘ] worden gearticuleerd, maar is in alle andere opzichten gelijk aan de korte en de laryngale /a/.
De korte /o/ wordt achter in de mond en rond gearticuleerd. Over het algemeen zijn [o] en [u] vrije allofonen, zodat /ojoˈwa/ ("wild zwijn") kan klinken als [ojoˈwa] of [ujuˈwa]. Voor plosieven klinkt deze klinker veelal als [ʊ], zodat /not/ ('mijn hand') klinkt als [nʊtʰ]. De lange /oː/ kan niet klinken als [ʊ], maar is in alle andere opzichten gelijk aan de korte en de laryngale /o/.

## Fonotaxis
De enige medeklinkers die niet aan het einde van woorden kunnen staan zijn /ɣ/ aen /w/. Medeklinkerclusters aan het begin van een woord of lettergreep bevatten altijd ten minste één plosief, met uitzondering van de clusters (/tsʐ/ en /mw/). De andere mogelijke clusters zijn:
- /pw/?, /pr/?, /tr/?, /kj/?
- /tʃp/?, /ʐp/?, /tʃt/?, /ʃt/?

Medeklinkerclusters aan het einde van een woord bestaan uit een nasaal of een /x/ gevolgd door een plosief of affricaat:
- /mp/?, /nt/?, /nk/?, /ntʲ/?, /ntʃ/?, /ntʂ/?

Medeklinkerclusters in het midden van woorden bestaan uit twee of drie medeklinkers.

## Klemtoon
De klemtoon valt doorgaans op de voorlaatste lettergreep, soms ook op de laatste of de voor-voorlaatste. Bij enkele woorden is de klemtoon willeurig, zoals /ˈotʂen/~/oˈtʂen/ ("kam").